# Aigars Kalvītis
Aigars Kalvītis, né le 27 juin 1966 à Riga, alors en Union soviétique, est un homme d'État letton membre et fondateur du Parti populaire (TP).
Il est élu député au Saeima en 1998, devenant ministre de l'Agriculture un an plus tard, puis ministre des Affaires économiques en 2000. À la suite des législatives de 2002, il prend la direction du groupe parlementaire du TP, qui a été exclu du gouvernement, avant d'être nommé, en 2004, Premier ministre de Lettonie, à la tête d'une coalition de quatre partis.
Il remporte, deux ans plus tard, les élections législatives, devenant ainsi le premier chef de gouvernement à être reconduit lors d'un tel scrutin depuis l'indépendance du pays. Il doit cependant démissionner dès 2007, après des accusations d'autoritarisme et d'abus de pouvoir suivies de manifestations.

## Formation et carrière
Il achève ses études secondaires en 1984, à Riga, puis entre à l'université d'agriculture de Lettonie, dont il ressort huit ans plus tard avec un Bachelor of Arts de sciences économiques. Il commence aussitôt à travailler dans une entreprise agricole, avant d'obtenir un master de sciences économiques de l'université du Wisconsin, en 1995.

## Vie politique

### Député, puis ministre
En 1997, il participe à la fondation du Parti populaire (Tautas partija, TP), un parti politique conservateur et libéral sous les couleurs duquel il est élu député au Saeima l'année suivante. Il entre au gouvernement le 16 juillet 1999, en tant que ministre de l'Agriculture dans la coalition gouvernementale dirigée par Andris Šķēle, issu du TP. Ce dernier est remplacé le 5 mai 2000 par Andris Bērziņš, issu de la Voie lettone (LC) mais le Parti populaire reste au gouvernement, et Kalvītis devient alors ministre des Affaires économiques.

### Sortie du gouvernement
À la suite des élections législatives de 2002 remportées par le nouveau parti Nouvelle Ère (JL), il retourne dans l'opposition et prend même la présidence du groupe parlementaire du Parti populaire. Bien que son parti revienne au gouvernement le 9 mars 2004, dans le cadre d'une coalition conduite par le vert Indulis Emsis, il ne retrouve pas de poste ministériel.

## Premier ministre

### Deux mandats consécutifs
Le 2 décembre 2004, à 38 ans, Aigars Kalvītis est nommé Premier ministre de Lettonie et forme une coalition réunissant le TP, la JL, l'Union des verts et des paysans (ZZS) et le Premier Parti de Lettonie (LPP), qui disposent ensemble de 68 députés sur 100. Nouvelle Ère se retire cependant le 7 avril 2006, et il négocie alors le soutien sans participation du principal parti d'opposition, le Centre de l'harmonie (SC) afin de se maintenir au pouvoir dans le cadre d'un gouvernement minoritaire.
Aux élections législatives du 7 octobre 2006, il mène la campagne du Parti populaire et s'impose avec 19,6 % des voix et 23 parlementaires. Il forme alors une nouvelle coalition incluant la ZZS, l'alliance LPP/LC et Pour la patrie et la liberté (TB/LNNK), qui réunit 59 députés. Il est réinvesti Premier ministre le 7 novembre et devient le premier chef de gouvernement de la Lettonie indépendante à voir son mandat renouvelé après des élections législatives.

### Crise et démission
Au milieu du mois d'octobre 2007, déjà affaibli par une forte inflation de 13,7 % sur les dix premiers mois de l'année, il demande au Saeima de destituer Aleksejs Loskutovs, directeur du bureau de lutte contre la corruption (KNAB), qui s'apprêtait à remettre son rapport sur le financement de la campagne électorale de 2006.
Celui-ci, qui sera effectivement rendu public, conclu que le TP a dépassé le seuil maximal autorisé pour les dépenses électorales et aurait reçu des dons illégaux. La décision de Kalvītis est critiquée par le président Valdis Zatlers, pourtant visé par une enquête du KNAB au moment de son élection, ainsi que, fait rare et surprenant, par l'ambassadrice des États-Unis. Au cours de cette même période, quatre ministres, dont deux membres du Parti populaire, remettent leur démission.
Bien qu'il ait remporté un vote de confiance par 57 voix le 23 octobre, il annonce le 7 novembre son intention de démissionner, quatre jours après qu'une manifestation ait réunie dix mille personnes à Rīga. Celle-ci est effective le 5 décembre, et il est remplacé quinze jours plus tard par son ministre de l'Intérieur, Ivars Godmanis.

### Retraite
Il retourne siéger au Saeima, où il intègre la commission des Affaires économiques et la commission de la Sécurité nationale. Il finit par quitter le Parlement en 2009, et se retire alors de la vie politique.

## Distinctions
- Ordre de la Croix de Terra Mariana de première classe